# Royère-de-Vassivière
Royère-de-Vassivière è un comune francese di 582 abitanti situato nel dipartimento della Creuse nella regione della Nuova Aquitania.

## Società

### Evoluzione demografica
Abitanti censiti